# دوزینه
دوزینه یا  گل‌دوز (نام علمی: Dodecatheon meadia)،گونه‌ای از گیاه گلدار از تیرهٔ پامچالیان و بومی آمریکای شمالی است.این گیاه در جنوب آمریکا و همچنین در ایالت‌های غرب میانه آمریکا،کانزاس، نیویورک، پنسیلوانیا و استان کانادایی منیتوبا یافت شده است.این گیاه در جنگل‎ها و مرغزارها رشد کرده و سایه جزئی را تحمل می کند.